# Хромов Борис Кіндратович
Борис Кіндратович Хромов (рос. Борис Кондратьевич Хромов; 20 липня 1918, Добрянка — 22 липня 1966, Київ) — Герой Радянського Союзу, в роки радянсько-німецької війни командир гармати 231-го гвардійського стрілецького полку 75-ї Бахмацької двічі Червонозоряної ордена Суворова гвардійської стрілецької дивізії 60-ї армії Центрального фронту, гвардії молодший сержант.

## Біографія
Народився 20 липня 1918 року в селищі Добрянці (нині Ріпкинського району Чернігівської області) в сім'ї робітника. Росіянин. Закінчив сім класів середньої школи. Працював стругальником в Києві.
У 1939 році призваний до лав Червоної Армії. У боях радянсько-німецької війни з 1941 року.
23 вересня 1943 року командир гармати 231-го гвардійського стрілецького полку 75-ї Бахмацької двічі Червонозоряної ордена Суворова гвардійської стрілецької дивізії 60-ї армії Центрального фронту гвардії молодший сержант Б. К. Хромов з розрахунком у числі перших форсував Дніпро в районі села Глібівки Вишгородського району Київської області.
Протягом декількох днів гвардії молодший сержант Б. К. Хромов вогнем підтримував дії стрілецьких підрозділів, забезпечуючи утримання і розширення плацдарму в районі села Ясногородка Вишгородського району.

Указом Президії Верховної Ради СРСР від 17 жовтня 1943 року за мужність і героїзм проявлені при форсуванні Дніпра і утриманні плацдарму гвардії молодшому сержантові Борису Кіндратовича Хромову присвоєне звання Героя Радянського Союзу з врученням ордена Леніна і медалі «Золота Зірка».

Могила Б. Хромова

Після закінчення війни Б. К. Хромов демобілізувався. Працював ревізором поїздів, бригадиром поїзда, машиністом на заводі імені М. В. Ломоносова. Жив у Києві. Помер 22 липня 1966 року. Похований у Києві на Байковому кладовищі.

## Нагороди
- Медаль «Золота Зірка» № 9128 Героя Радянського Союзу (17 жовтня 1943)
- Орден Леніна
- Медалі

## Пам'ять
- В Києві на Байковому кладовищі установлений пам'ятник[4] (рос.).